# 50 kilomètres marche aux Jeux olympiques d'été de 2016
Pour un article plus général, voir Athlétisme aux Jeux olympiques d'été de 2016.
Navigation
Londres 2012 Tokyo 2020
L'épreuve du 50 kilomètres marche aux Jeux olympiques de 2016 se déroule le 19 août 2016 à Rio de Janeiro, au Brésil. Elle est remportée par le Slovaque Matej Tóth en 3 h 40 min 58 s, devant l'Australien Jared Tallent, qui était le tenant du titre, et le Japonais Hirooki Arai. 

## Résultats
| Rang                                | Athlète                | Pays             | Temps           | Notes |
| ----------------------------------- | ---------------------- | ---------------- | --------------- | ----- |
| Médaille d'or, Jeux olympiques      | Matej Tóth             | Slovaquie        | 3 h 40 min 58 s |       |
| Médaille d'argent, Jeux olympiques  | Jared Tallent          | Australie        | 3 h 41 min 16 s |       |
| Médaille de bronze, Jeux olympiques | Hirooki Arai           | Japon            | 3 h 41 min 24 s |       |
| 4                                   | Evan Dunfee            | Canada           | 3 h 41 min 38 s |       |
| 5                                   | Yu Wei                 | Chine            | 3 h 43 min 00 s |       |
| 6                                   | Robert Heffernan       | Irlande          | 3 h 43 min 55 s |       |
| 7                                   | Håvard Haukenes        | Norvège          | 3 h 46 min 33 s |       |
| 8                                   | Yohann Diniz           | France           | 3 h 46 min 43 s |       |
| 9                                   | Caio Bonfim            | Brésil           | 3 h 47 min 02 s |       |
| 10                                  | Chris Erickson         | Australie        | 3 h 48 min 40 s |       |
| 11                                  | Wang Zhendong          | Chine            | 3 h 48 min 50 s |       |
| 12                                  | Quentin Rew            | Nouvelle-Zélande | 3 h 49 min 32 s |       |
| 13                                  | Horacio Nava           | Mexique          | 3 h 50 min 53 s |       |
| 14                                  | Takayuki Tanii         | Japon            | 3 h 51 min 00 s |       |
| 15                                  | Adrian Błocki          | Pologne          | 3 h 51 min 31 s |       |
| 16                                  | Omar Zepeda            | Mexique          | 3 h 51 min 35 s |       |
| 17                                  | Jorge Armando Ruiz     | Colombie         | 3 h 51 min 42 s |       |
| 18                                  | Serhiy Budza           | Ukraine          | 3 h 53 min 22 s |       |
| 19                                  | Brendan Boyce          | Irlande          | 3 h 53 min 59 s |       |
| 20                                  | Jesús Ángel García     | Espagne          | 3 h 54 min 29 s |       |
| 21                                  | Marco De Luca          | Italie           | 3 h 54 min 40 s |       |
| 22                                  | Rafał Augustyn         | Pologne          | 3 h 55 min 01 s |       |
| 23                                  | Jarkko Kinnunen        | Finlande         | 3 h 55 min 43 s |       |
| 24                                  | Rafał Fedaczyński      | Pologne          | 3 h 55 min 51 s |       |
| 25                                  | José Leyver Ojeda      | Mexique          | 3 h 56 min 07 s |       |
| 26                                  | Dusan Majdan           | Slovaquie        | 3 h 58 min 25 s |       |
| 27                                  | Kōichirō Morioka       | Japon            | 3 h 58 min 59 s |       |
| 28                                  | Alexandros Papamichail | Grèce            | 3 h 59 min 21 s |       |
| 29                                  | Jonathan Rieckmann     | Brésil           | 4 h 01 min 52 s |       |
| 30                                  | Ronal Quispe           | Bolivie          | 4 h 02 min 00 s |       |
| 31                                  | Narcis Stefan Mihaila  | Roumanie         | 4 h 02 min 46 s |       |
| 32                                  | Isidro Pedrol          | Portugal         | 4 h 03 min 42 s |       |
| 33                                  | Tadas Šuškevičius      | Lituanie         | 4 h 04 min 10 s |       |
| 34                                  | Rolando Saquipay       | Équateur         | 4 h 07 min 29 s |       |
| 35                                  | Sandeep Kumar          | Inde             | 4 h 07 min 55 s |       |
| 36                                  | Miguel carvalho        | Portugal         | 4 h 08 min 16 s |       |
| 37                                  | Arnis Rumbenieks       | Lettonie         | 4 h 08 min 28 s |       |
| 38                                  | Marc Mundell           | Afrique du Sud   | 4 h 11 min 03 s |       |
| 39                                  | Ivan Banzeruk          | Ukraine          | 4 h 11 min 51 s |       |
| 40                                  | Brendon Reading        | Australie        | 4 h 13 min 02 s |       |
| 41                                  | Mario Alfonso Bran     | Guatemala        | 4 h 15 min 14 s |       |
| 42                                  | Vladimir Savanović     | Serbie           | 4 h 15 min 53 s |       |
| 43                                  | John Nunn              | États-Unis       | 4 h 16 min 12 s |       |
| 44                                  | Bence Venyercsán       | Hongrie          | 4 h 19 min 15 s |       |
| 45                                  | Claudio Villanueva     | Équateur         | 4 h 19 min 33 s |       |
| 46                                  | Nenad Filipović        | Serbie           | 4 h 25 min 41 s |       |
| 47                                  | Han Yucheng            | Chine            | 4 h 32 min 35 s |       |
| 48                                  | Pavel Chihuán          | Pérou            | 4 h 32 min 37 s |       |
| 49                                  | Predrag Filipović      | Serbie           | 4 h 39 min 48 s |       |

## Abandons et disqualifications
| Rang | Athlète                  | Pays               | Temps | Notes |
| ---- | ------------------------ | ------------------ | ----- | ----- |
|      | Ivan Trotski             | Biélorussie        |       | DNF   |
|      | Ihor Hlavan              | Ukraine            |       | DNF   |
|      | Miguel Ángel López       | Espagne            |       | DNF   |
|      | Carl Dohmann             | Allemagne          |       | DNF   |
|      | Hagen Pohle              | Allemagne          |       | DNF   |
|      | Matteo Giupponi          | Italie             |       | DNF   |
|      | Mathieu Bilodeau         | Canada             |       | DNF   |
|      | Arturas Mastianica       | Lituanie           |       | DNF   |
|      | José Leonardo Montaña    | Colombie           |       | DNF   |
|      | Alex Wright              | Irlande            |       | DNF   |
|      | José Ignacio Díaz        | Espagne            |       | DNF   |
|      | Marius Cocioran          | Roumanie           |       | DNF   |
|      | Sándor Racz              | Hongrie            |       | DNF   |
|      | Luis Henry Campos        | Pérou              |       | DNF   |
|      | Mario José dos Santos Jr | Brésil             |       | DNF   |
|      | Veli-Matti Partanen      | Finlande           |       | DNF   |
|      | Yerenman Salazar         | Venezuela          |       | DNF   |
|      | João Vieira              | Portugal           |       | DNF   |
|      | Edward Araya             | Chili              |       | DSQ   |
|      | Teodorico Caporaso       | Italie             |       | DSQ   |
|      | Andrés Chocho            | Équateur           |       | DSQ   |
|      | Lukáš Gdula              | République tchèque |       | DSQ   |
|      | Dominic King             | Royaume-Uni        |       | DSQ   |
|      | Luis López               | Salvador           |       | DSQ   |
|      | Aleksi Ojala             | Finlande           |       | DSQ   |
|      | Chilsung Park            | Corée du Sud       |       | DSQ   |
|      | Jaime Quiyuch            | Guatemala          |       | DSQ   |
|      | James Rendón             | Colombie           |       | DSQ   |
|      | Miklós Srp               | Hongrie            |       | DSQ   |
|      | Martin Tišťan            | Slovaquie          |       | DSQ   |

## Légende
Records et Performances
- AR : Record continental (area record)
- CR : Record des championnats (championship record)
- MR : Record du meeting (meet record)
- NR : Record national (national record)
- OR : Record olympique (olympic record)
- PR : Record paralympique (paralympic record)
- PB : Record personnel (personal best)
- SB : Meilleure performance personnelle de la saison (season's best)
- WL : Meilleure performance mondiale de l'année (world leader)
- WJR : Record du monde junior (world junior record)
- WR : Record du monde (world record)

Circonstances et Conditions
- DNF : N'a pas terminé (did not finish)
- DNS : N'a pas pris le départ (did not start)
- DQ : Disqualification (disqualification)
- NM : Aucun essai valable enregistré (No Mark)
- Q : Qualifié « directement » au prochain tour (ou à la prochaine compétition), lors d'une compétition majeure, grâce au classement ou à la réalisation des minima (automatic qualifier)
- q : Qualifié au prochain tour (ou à la prochaine compétition), lors d'une compétition majeure, grâce au repêchage ou à la réalisation de l'une des meilleures performances parmi celles des « non qualifiés directement » (grâce au meilleur temps ou à la meilleure distance par exemple) (secondary qualifier)